# 馬立夫·邁納基
馬立夫·馬里歐·邁納基（1972年3月26日—），印尼前男子羽球運動員，主攻單打。
馬立夫是印尼贏得1998年、2000年和2002年湯姆斯盃冠軍的代表隊成員之一。他在亞洲羽球錦標賽上獲得了一枚銀牌和三枚銅牌。他參加了2000年雪梨奧運會羽球比賽，進入了四分之一決賽。他是2001年東南亞運動會羽毛球比賽男子單打銅牌得主，也幫助印尼隊男子隊在該賽事和2002年亞洲運動會上獲得團體銀牌。
從國際賽退役後，馬立夫開始了自己的羽球教練生涯。他是七個兄弟姐妹中的第五個，其中有五個兄弟姐妹是專業羽毛球運動員。